# Journal of Energetic Materials
Das Journal of Energetic Materials, abgekürzt J. Energ. Mater., ist eine wissenschaftliche Fachzeitschrift, die vom Taylor & Francis-Verlag veröffentlicht wird. Die Zeitschrift erscheint mit vier Ausgaben im Jahr. Es werden Artikel veröffentlicht, die sich mit Explosivstoffen, Treibstoffen oder Pyrotechnik beschäftigen.
Der Impact Factor lag im Jahr 2022 bei 2,1. Nach der Statistik des ISI Web of Knowledge wird das Journal mit diesem Impact Factor in der Kategorie angewandte Chemie an 34. Stelle von 72 Zeitschriften, in der Kategorie physikalische Chemie an 103. Stelle von 139 Zeitschriften, in der Kategorie chemische Ingenieurwissenschaft an 69. Stelle von 135 Zeitschriften und in der Kategorie multidisziplinäre Materialwissenschaft an 155. Stelle von 260 Zeitschriften geführt. Derzeit wird die Zeitschrift vom Chefredakteur Brandon Weeks und der Redaktion bestehend aus J.P. Agrawal, Dilhan M. Kalyon, Thomas Klapötke, Thomas Krawietz, James K. Parker, Rose Pesce-Rodriguez, Bryce C. Tappan, Craig Tarver, Sabrina Wahler, W.S. Wilson und Jehuda Yinon kuratiert.